# Слонимский, Николай Леонидович
Никола́й Леони́дович Сло́нимский (англ. Nicolas Slonimsky — Николас Слонимски; 15 (27).04.1894, Санкт-Петербург, Российская империя — 25.12.1995, Лос-Анджелес, США) — российский и американский музыковед, дирижёр, лексикограф, композитор.

## Биографическая справка

### В России
Родился в Санкт-Петербурге, третьим из пятерых детей в известной еврейской семье. Отец — экономист, публицист Леонид (Людвиг) Зиновьевич Слонимский, мать — Фаина Афанасьевна Венгерова. Внук (по отцовской линии) видного еврейского издателя, литератора (на иврите), популяризатора науки, математика и изобретателя Хаим-Зелика (Зиновия Яковлевича) Слонимского и (по материнской линии) немецкой еврейской писательницы Паулины Юлиевны Венгеровой (Эпштейн) (1833, Бобруйск Минской губернии — 1916, Минск), автора известных мемуаров «Записки бабушки: Картины из истории культуры русских евреев в XIX столетии» (1908—1910, Берлин). Брат писателя Михаила Слонимского, дядя композитора Сергея Слонимского, двоюродный брат польского поэта Антония Слонимского.
Первой учительницей музыки Слонимского была его тетя, Изабелла (Изабель) Венгерова. В возрасте 14 лет поступил в Петербургскую консерваторию, учился и в Петербургском университете (физика, астрономия, математика), брал частные уроки композиции у профессора Василия Калафати.
Был секретарем Религиозно-философского общества Петербурга, основанного Дмитрием Мережковским, Зинаидой Гиппиус и Дмитрием Философовым.
В годы Первой мировой войны призван в армию, откомандирован в музыкальную команду Преображенского полка. В 1918 году, будучи уже лицом гражданским, отправлен из Петрограда в Киев «с целью организации концертов на Украине». Работал в Киевской консерватории. В 1919 году переехал в Ялту.

### В Европе
В 1920 отправился пароходом в Константинополь, работал пианистом в русском ресторане. Впервые опубликовал фортепианную пьесу — вальс «Босфор» (Valse Bosphore).
В конце 1921 года перебрался в Париж. Служил секретарем дирижёра Сергея Кусевицкого и пианистом-иллюстратором при домашней работе дирижёра над партитурой, сотрудничал также с труппой Сергея Дягилева.

### В США
С 1923 года — в США, в оперной труппе при Истменовской музыкальной школе в Рочестере, штат Нью-Йорк. Труппа была создана на деньги филантропа Джорджа Истмена русским певцом Владимиром Розингом. Здесь Слонимский работал вместе с режиссёром Рубеном Мамуляном и сценографом Полом Хорганом, здесь же получил первые уроки дирижирования у Альберта Коутса, приглашенного работать с труппой.
С 1925 года вернулся к сотрудничеству с Кусевицким, переехавшим в США и работавшим с Бостонским симфоническим оркестром, с ним же посещал Париж. Работал у него до 1927 года.
Позже организовал Бостонский камерный оркестр и руководил им, в 1929 году стал дирижёром студенческого оркестра Гарвардского университета «Пиэриэн содэлити» («Pierian Sodality»). Пропагандировал современную музыку: Чарльза Айвза, Генри Кауэлла, Эдгара Вареза, Карла Раглса, Аарона Копленда, Игоря Стравинского, Белы Бартока, Дариюса Мийо и других. Был знаком лично с большинством названных — и со многими другими — композиторами. Гастролировал в 1931—1933 годах как дирижёр на Кубе (Гавана) и в Европе (Париж, Берлин, Будапешт).
Слонимский осуществил мировую премьеру симфонической сюиты Чарльза Айвза «Three Places in New England» («Три уголка Новой Англии», «Три места (селения) в Новой Англии») в специально созданной по этому случаю авторской версии для камерного оркестра. Исполнение состоялось в нью-йоркском Таун-холле 10 января 1931 года, позже было осуществено и в Европе — и положило начало всемирной славе композитора.
Гражданство США получил 27 апреля 1931 года, 30 июля 1931 года женился на Дороти Эдлоу. В 1932 году получил ангажемент в качестве приглашенного дирижёра в Филармоническом оркестре Лос-Анджелеса, летом 1933 — приглашение в «Голливуд-боул».
Дружил с Львом Терменом, был знаком с Иосифом Шиллингером. Совершил в 1941—1942 годах поездку по странам Южной Америки, читая лекции, давая концерты и отбирая симфонические партитуры для собрания Эдвина Эдлера Флайшера в Публичной библиотеке Филадельфии (привез 650 партитур).
В 1937 году вышла книга Н. Слонимского «Music since 1900» («Музыка с 1900 года»).

#### «Лексикон музыкальных инвектив»
В 1953 Слонимский опубликовал свой знаменитый «Лексикон музыкальных инвектив» («Lexicon of musical invective»), в который вошло множество критических текстов из газетных и журнальных публикаций, а также из научных монографий. «Сверхзадачей» книги было продемонстрировать аналогию между неприятием публикой новаторской музыки XX века (особенно 12-тоновой музыки нововенцев и И. Ф. Стравинского) и подобным же неприятием признанных ныне в качестве шедевров композиторских сочинений предшествующих веков.

Среди моих любимых находок был отзыв о сольном лондонском концерте Шопена в 1841 году, в котором его музыка характеризовалась как «разностильные поверхностные излияния и вымученное неблагозвучие». Выражалось также удивление тем, что «обворожительная искусительница Жорж Санд готова растрачивать свою сказочную жизнь с таким ничтожеством в искусстве, как Шопен».

Бостонский критик У. Ф. Эпторп представил следующий анализ Патетической симфонии Чайковского:
Это произведение проходит сквозь все сточные канавы и канализационные трубы человеческого отчаяния. Оно настолько грязно, насколько это вообще возможно для музыки. В отвратительной второй теме нам, похоже, хотят поведать о том, как старик-импотент вспоминает о своем мальчишеском увлечении. В финале мы встречаем полупаралитика с затуманенным взором, а торжественную завершающую эпитафию тромбонов можно было бы начать так: «Здесь продолжается гниение…»

#### Музыкально-теоретические находки
Среди музыкально-теоретических достижений Слонимского — так называемый «гроссмуттераккорд». До этого австрийский композитор и теоретик Ф. Г. Кляйн вывел «муттераккорд» — аккорд из 12-ти разных звуков, отстоящих друг от друга на 11 различных интервалов. Некоторое время считалось, что он уникален. Слонимскому удалось доказать не-уникальность такого аккорда, а также построить уже уникальный вариант подобного аккорда, но с дополнительным условием: интервалы в нём расположены по принципу симметрии интервальной обратимости — с тритоном (то есть самообратимым интервалом) в центре.
В 1947 году из печати вышел «Thesaurus of Scales and Melodic Patterns» («Тезаурус гамм и мелодических оборотов»). Отклики академических музыкантов были многочисленными, но разнонаправленными.

Самый … замечательный отклик пришел от Шёнберга (на английском): «Я просмотрел всю книгу и с большим интересом обнаружил, что Вы, по всей вероятности, рассмотрели все возможные последовательности тонов. Это восхитительное достижение умственной гимнастики. Но как композитор я должен верить во вдохновение, а не в механику».

Однако многих музыкантов младшего поколения таблица необычных гамм вдохновила, по их собственным признаниям, на поиски. Это касалось и джаз-авангардистов, и рок-музыкантов, и композиторов-минималистов (примерами могут служить Джон Колтрейн, Фрэнк Заппа, Джон Адамс). Позже, в 1981 году, Слонимский выступил на рок-концерте совместно с Ф. Заппой.

#### Публицистика, преподавание, составление словарей
Слонимский читал публичные лекции о современной музыке, писал газетные заметки и рецензии, делал эквиритмические переводы на английский язык русских романсов (для трехтомника вокальной музыки от Глинки до Шостаковича), выполнил перевод мемуаров композитора Александра Гречанинова (жившего в США, но не владевшего английским), помогал с переводом во время американской поездки Дмитрия Шостаковича, Дмитрия Кабалевского и Тихона Хренникова в 1959 году. Также преподавал русский язык в Гарвардском университете (1945—1947), читал историю музыки в Калифорнийском университете в Лос-Анджелесе (1964—1967, позже в 1985/86 учебном году).
С 1939 года Слонимский, обладавший энциклопедическим кругозором, знанием нескольких языков и феноменальной памятью, значительную часть времени посвящал труду лексикографа (составителя и редактора словарей). Сам он называл себя «диаскеуастом»:

Это слово попалось мне в кроссворде. Как и все ученые слова, оно состоит из частей греческого происхождения: «dia» означает «сквозь», «skeuazein» — «подготавливать». Таким образом, diaskeuast — это человек, который подготавливает, редактор, исследователь, составитель словарей, лексикограф.

В 1939 году Слонимский стал соавтором и помощником редактора «The International Cyclopedia of Music and Musicians» («Международной энциклопедии музыки и музыкантов»). В 1950 году писал статьи об американских композиторах для пятого издания «Grove Dictionary of Music and Musicians» («Музыкального словаря Гроува»), а позже стал главным редактором «Baker’s Biographical Dictionary of Musicians» («Бейкеровского биографического словаря музыкантов») — под его редакцией вышло в 1958 году пятое, пересмотренное, издание престижного Бейкеровского биографического словаря музыкантов. Эту должность Слонимский занимал до 1992 года — таким образом, под его редакцией вышли дополнения 1971 года, а также шестое (1978) и седьмое (1984) издания.
Слонимский приобрёл особую популярность в США в 1956 году, когда принял участие в телевизионном шоу «Большой сюрприз» (подобие игр «О, счастливчик» и «Как украсть миллион»). Поднявшись до предпоследнего вопроса и выиграв сумму в 30 000 долларов, он отказался бороться за максимальный выигрыш (100 000 долларов), однако согласился ответить на 7 вопросов последнего тура «просто так, ради удовольствия» — и ответил правильно на все. Позже, в 1970-х — 1980-х годах, Слонимский неоднократно участвовал в музыкальных радио- и телепередачах.
После смерти жены в 1964 году Слонимский переехал в Уэствуд-Вилледж, штат Калифорния. Здесь он преподавал в университете, общался со многими музыкантами, в частности, с композиторами Джоном Кейджем и Ла Монте Янгом.

#### Посещения СССР и России. Последние годы
Слонимский неоднократно посещал СССР. В 1935 году в качестве туриста приезжал в Ленинград, где встречался с братьями, Михаилом и Александром. в 1962 году Госдепартамент США направил Слонимского в СССР и Восточную Европу в рамках программы культурного обмена (в СССР посетил Москву, Ленинград, Киев, Тбилиси, Ереван, Баку, общаясь с Сергеем Слонимским, Арамом Хачатуряном, Игорем Блажковым, Отаром Тактакишвили, Андреем Баланчивадзе, Фикретом Амировым, также побывал в Польше, Чехословакии, Венгрии, Румынии, Югославии, Болгарии, Греции и Израиле; в Варшаве встречался с двоюродным братом Антонием, в Праге — с композитором Алоисом Хабой). Позже Слонимский бывал в СССР и в России неоднократно.

…я был удостоен чести произнести речь в московском Колонном зале на открытии советского музыкального фестиваля 1978 года и оказался первым негражданином России, которого пригласили на эту роль. Я был поражен, когда выступавший с основным докладом упомянул, что в Международную энциклопедию музыки и музыкантов я включил сто четырнадцать биографий советских композиторов. Они и в самом деле вели счет этим статьям!

Слонимский, в частности, выступал с лекцией и на Международном фестивале современной музыке 1988 года в Ленинграде. В последний раз Слонимский посетил город своего детства в 1992 году, отметив здесь девяносто восьмой день рождения. Эта поездка стала одним из эпизодов телевизионного документального фильма о Слонимском, который был показан 27 апреля 1994 года, в его сто первый день рождения.
Свои последние годы Слонимский, проведший «первые сто лет жизни» в добром здравии, называл «возрастом абсурда»:

Изгоняя ужасные, как привидения, цифры возраста, я стал вести свой личный обратный отсчет. Вместо того чтобы приближаться к ста годам, я решил, что сейчас мне семь лет. В следующем году, diabolo volente, будет шесть, в 1994 году — ноль. На этой светлой ноте я и завершаю своё печальное «вскрытие».
Лос-Анджелес, сентябрь 1987 г.

Николас Слонимский скончался в Рождество 1995 года в Лос-Анджелесе, в возрасте 101 года.
Основным автобиографическим трудом Слонимского стала книга «Perfect pitch: A life story» (1988; во 2-м издании, 2002, «Perfect pitch, an autobiography») — «Абсолютный слух. История жизни».

## Музыкальные произведения

### Фортепиано
- Minitudes (Минитюды) для фортепиано,
- Variations on a Kindergarten Tune для фортепиано,
- Yellowstone Park Suite для фортепиано,
- Russian Nocturne (Русский ноктюрн) для фортепиано,
- Two Etudes (Два этюда) для фортепиано,
- Silhouettes Iberiennes (Иберийские силуэты) для фортепиано,
- Russian Prelude (Русская прелюдия) для фортепиано,
- Modinha (Russo-Brasileira) для фортепиано,
- Variations on a Brazilian Tune (My Toy Balloon) для фортепиано,
- Studies in Black and White для фортепиано.

### Камерно-инструментальная музыка
- Muss Perpetuo для скрипки и фортепиано,
- Suite (Сюита) для виолончели и рояля (1951),
- Piccolo Divertimento (Маленький дивертисмент, вар: Маленькое развлечение) для камерного ансамбля (флейта, гобой, кларнет и расширенные ударные) — юмористическая пьеса (1941/1983) с мяуканьем кошки и стуком пишущей машинки.

### Вокальная музыка
- Five Advertising Songs (Пять рекламных песенок) для голоса и фортепиано, со словами из объявлений в газете «Saturday Evening Post»,
- Gravestones at Hancock, New Hampshire (1945) для голоса и фортепиано,
- A Very Great Musician (текст T. Marziale),
- I Owe a Debt to A Monkey (A Humorous Encore Song) на слова Kathleen Lamb.

## Книги
- Слонимский Н. Абсолютный слух: История жизни / Пер. Н. Кострубиной и В. Банкевича. Примеч. О. Рудневой, В. Банкевича и А. Вульфсона. — СПб.: Композитор • Санкт-Петербург, 2006. (Перевод выполнен по 1-му изданию, с дополнениями из 2-го изд.)[2]
- Perfect pitch: A life story. Oxford; New York: Oxford University Press, [1988]; 2-е, дополненное, издание: Perfect pitch, an Autobiography. Schirmer Trade Books, [2002],
- Nicolas Slonimsky, Electra Yourke. The Listener’s Companion: Great Composers and Their Works,
- Slonimsky’s Book of Musical Anecdotes (иллюстратор Robert Bonotto),
- Lexicon of Musical Invective: Critical Assaults on Composers Since Beethoven’s Time,
- Thesaurus of Scales and Melodic Patterns,
- Writings on Music (в 4 томах): Early Articles for the Boston Evening Transcript, Russian and Soviet Music and Composers, Music of the Modern Era, Slonimskyana,
- Baker’s Biographical Dictionary of Musicians,
- Baker’s Dictionary of Music,
- Baker’s Biographical Dictionary of 20th Century Classical Musicians,
- The Portable Baker’s Biographical Dictionary of Musicians,
- Webster’s New World Dictionary of Music,
- Music Since 1900,
- Nicolas Slonimsky: The First Hundred Years,
- A Thing or Two About Music,
- Lectionary of Music,
- The Road to Music,
- Music of Latin America.
- Big Cock